# Svanprinsessan och slottets hemlighet
Svanprinsessan och slottets hemlighet är en amerikansk film från 1998 i regi av Richard Rich.

## Handling
Det har gått ett år sedan händelserna i Svanprinsessan. Men ettårsdagen av Dereks och Odettes bröllop störs när en skurk, Clavius, dyker upp i staden. Clavius vill erövra världen och börjar med att kidnappa drottningen på hennes födelsedag. Odette måste förvandla sig tillbaka till svan för att kunna hjälpa Derek att rädda sin mor.

## Om filmen
Svanprinsessan och slottets hemlighet regisserades av Richard Rich, som även skrivit filmens manus tillsammans med Brian Nissen.

## Rollista i urval
| Roll                         | Originalröst       | Svensk röst         |
| ---------------------------- | ------------------ | ------------------- |
| Prinsessan Odette            | Michelle Nicastro  | Anki Albertsson     |
| Prins Derek                  | Douglas Sills      | Joachim Bergström   |
| Sir Clavius                  | Jake Williamson    | Lars Göran Persson  |
| Drottning Uberta/Alberta     | Christy Landers    | Christina Schollin  |
| Jean-Bob                     | Donald Sage Mackay | Lennart R. Svensson |
| Speed/Sprutt                 | Doug Stone         | Lars Edström        |
| Puffin/Lunne                 | Steve Vinovich     | Bengt Järnblad      |
| Lord Rogers/Polonius "Polle" | Joseph Medrano     | Lars Lind           |
| Chamberlain/Kammarherren     | James Arrington    | John Harryson       |
| Knuckles/Rackarn             | Joey Campen        | Anders Nyström      |
| Bromley/Botvid "Botte"       | Owen Miller        | Pontus Gustafson    |
| Bridget/Birgit               | Rosie Mann         | Britt Olofsson      |